# Rivoluzione dell'11 settembre 1922
La rivoluzione dell'11 settembre 1922 (Επανάσταση της 11ης Σεπτεμβρίου 1922) o colpo di stato dell'11 settembre 1922, fu una rivolta dell'esercito e della marina greci contro il governo di Atene, La rivoluzione ebbe luogo l'11 settembre 1922.

## Storia

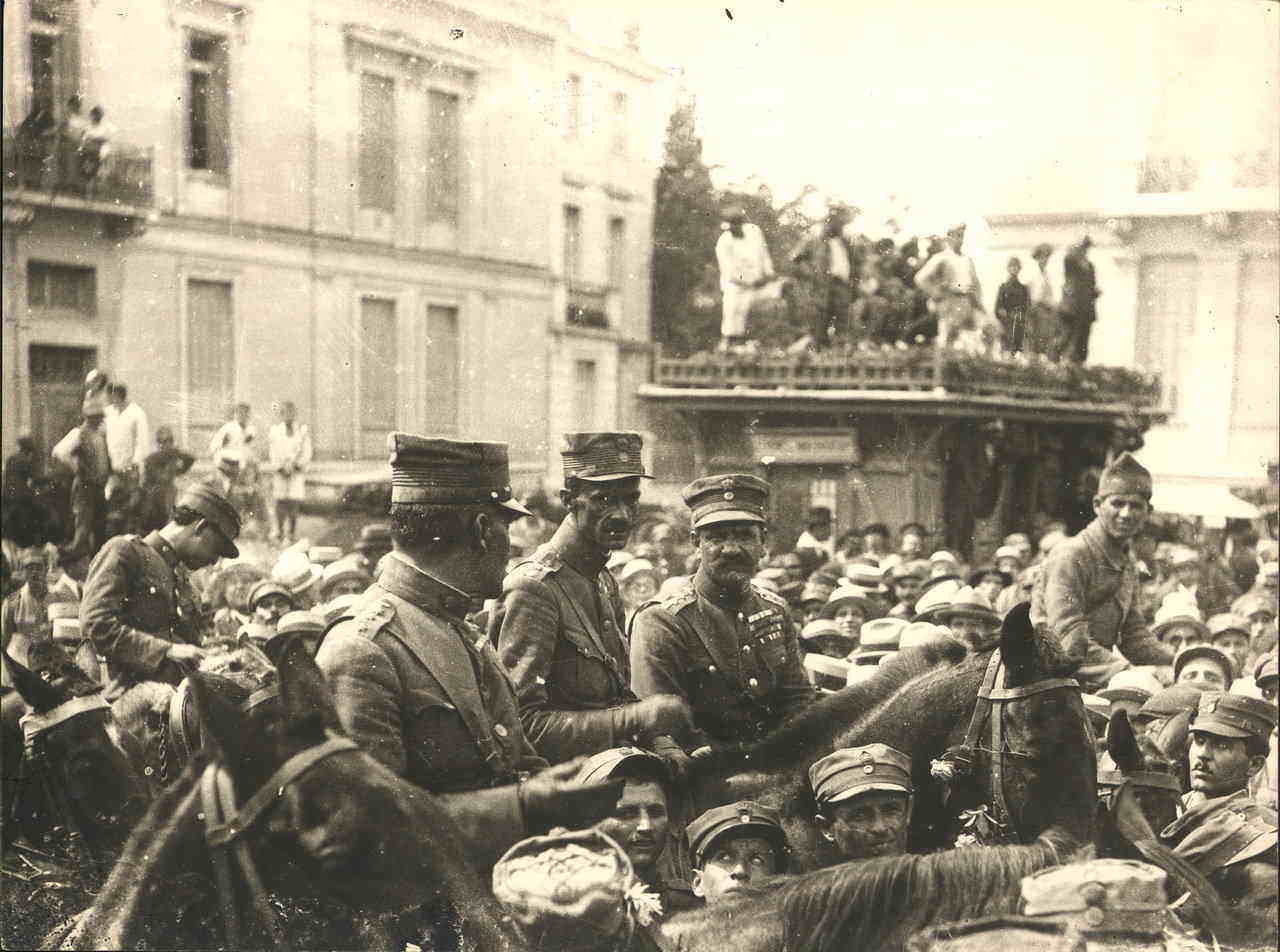
Plastiras con Gonatas e Protosyngelos entrano ad Atene nel 1922

L'esercito greco era stato da poco sconfitto nella campagna dell'Asia Minore ed era stato evacuato dall'Anatolia verso le isole greche dell'Egeo orientale. Il malcontento tra gli ufficiali di medio rango e i soldati che avevano preso parte alla campagna militare per la conduzione delle operazioni da parte del governo scoppiò in una rivolta armata guidata da ufficiali pro-Venizelisti e anti-realisti. La rivolta armata si diffuse rapidamente e prese il controllo di Atene, costringendo re Costantino I ad abdicare ed a lasciare il paese, lasciando il governo nelle mani dell'esercito sino al 1924, quando la monarchia venne infine abolita e venne proclamata la Seconda Repubblica ellenica.
La sconfitta militare e la totale distruzione delle forze armate greche in Anatolia aveva allarmato la popolazione che chiedeva punizioni esemplari per i responsabili della sconfitta. Il governo di Petros Prōtopapadakīs venne costretto a dimettersi il 28 agosto e venne al suo posto eletto un nuovo governo capeggiato da Nikolaos Triantaphyllakos.
L'11 settembre venne dichiarata ufficialmente aperta la rivoluzione, con la formazione di una Commissione Rivoluzionaria capeggiata dal colonnello Nikolaos Plastiras, rappresentante dell'esercito a Chio, dal colonnello Stylianos Gonatas, rappresentante dell'esercito a Lesbo e dal comandante di vascello Dimitrios Fokas in rappresentanza della marina. Il giorno successivo, le truppe abbordarono le navi della marina e fecero vela verso Atene. Prima del loro arrivo, un aeroplano militare aveva lanciato sulla città dei manifesti che chiedevano le dimissioni di re Costantino I, lo scioglimento del parlamento, la formazione di un nuovo governo politicamente indipendente che avrebbe sostenuto l'alleanza della Triplice Intesa e l'immediato rafforzamento del fronte della Tracia orientale.
Il 13 settembre, le navi con l'esercito greco giunsero a Laurio ed il giorno successivo, re Costantino abdicò e si portò in esilio in Italia. Suo figlio Giorgio II venne dichiarato re al suo posto. Il 15 settembre le truppe della rivoluzione entrarono nella città di Atene e bloccarono gli sforzi del generale Theodoros Pangalos per riprendere il controllo del governo. Il nuovo governo costituito ben presto ebbe come capo Sōtīrios Krokidas.